# Globus d'Or a la millor actriu musical o còmica
El Globus d'Or a la millor actriu musical o còmica (Best Performance by an Actress in a Motion Picture - Musical or Comedy) és un premi de Cinema atorgat anualment des de 1951 per la Hollywood Foreign Press Association.

## Llista de les premiades

Imatge estilitzada del premi Globus d'Or

- 1951: Judy Holliday a Nascuda ahir (Born Yesterday)
- 1952: June Allyson a Too Young to Kiss
- 1953: Susan Hayward a With a Song in My Heart
- 1954: Ethel Merman a Call Me Madam
- 1955: Judy Garland a A Star Is Born
- 1956: Jean Simmons a Ells i elles (Guys and Dolls)
- 1957: Deborah Kerr a The King and I
- 1958: Kay Kendall a Les Girls
- 1959: Rosalind Russell a La tia Mame (Auntie Mame)
- 1960: Marilyn Monroe a Ningú no és perfecte (Some Like It Hot)
- 1961: Shirley MacLaine a L'apartament (The Apartment)
- 1962: Rosalind Russell a A Majority of One
- 1963: Rosalind Russell a La reina del vodevil (Gypsy)
- 1964: Shirley MacLaine a Irma la douce
- 1965: Julie Andrews a Mary Poppins
- 1966: Julie Andrews a Somriures i llàgrimes (The Sound of Music)
- 1967: Lynn Redgrave a Georgy (Georgy Girl)
- 1968: Anne Bancroft a El graduat (The Graduate)
- 1969: Barbra Streisand a Funny Girl
- 1970: Patty Duke a Me, Natalie
- 1971: Carrie Snodgress a Diary of a Mad Housewife
- 1972: Twiggy a El xicot (The Boy Friend)
- 1973: Liza Minnelli a Cabaret
- 1974: Glenda Jackson a A Touch of Class
- 1975: Raquel Welch a Els tres mosqueters (The Three Musketeers)
- 1976: Ann-Margret a Tommy
- 1977: Barbra Streisand a Ha nascut una estrella (A Star Is Born)
- 1978: ex æquo Diane Keaton a Annie Hall i Marsha Mason a La noia de l'adéu (The Goodbye Girl)
- 1979: ex æquo Ellen Burstyn a Same Time, Next Year i Maggie Smith a California Suite
- 1980: Bette Midler a La rosa (The Rose)
- 1981: Sissy Spacek a Coal Miner's Daughter
- 1982: Bernadette Peters a Diners caiguts del cel (Pennies from Heaven)
- 1983: Julie Andrews a Víctor, Victòria (Victor/Victoria)
- 1984: Julie Walters a Educant la Rita (Educating Rita)
- 1985: Kathleen Turner a Darrere el cor verd (Romancing the Stone)
- 1986: Kathleen Turner a L'honor dels Prizzi
- 1987: Sissy Spacek a Crimes of the Heart
- 1988: Cher a Encís de lluna (Moonstruck)
- 1989: Melanie Griffith a Working Girl
- 1990: Jessica Tandy a Tot passejant Miss Daisy (Driving Miss Daisy)
- 1991: Julia Roberts a Pretty Woman
- 1992: Bette Midler a For the Boys
- 1993: Miranda Richardson a Un abril màgic (Enchanted April)
- 1994: Angela Bassett a What's Love Go To Do With It
- 1995: Jamie Lee Curtis a True Lies
- 1996: Nicole Kidman a Tot per un somni (To Die For)
- 1997: Madonna a Evita
- 1998: Helen Hunt a Millor, impossible (As Good As It Gets)
- 1999: Gwyneth Paltrow a Shakespeare in Love
- 2000: Janet McTeer a Tumbleweeds
- 2001: Renée Zellweger a Perseguint la Betty (Nurse Betty)
- 2002: Nicole Kidman a Moulin Rouge!
- 2003: Renée Zellweger a Chicago (pel·lícula)
- 2004: Diane Keaton a Quan menys t'ho esperes (Something's Gotta Give)
- 2005: Annette Bening a Coneixent la Julia
- 2006: Reese Witherspoon a A la corda fluixa
- 2007: Meryl Streep a El diable es vesteix de Prada
- 2008: Marion Cotillard a La vida en rosa
- 2009: Sally Hawkins a Happy: un conte sobre la felicitat
- 2010: Meryl Streep a Julie i Julia
- 2011: Annette Bening a Els nois estan bé
- 2012: Michelle Williams a La meva setmana amb Marilyn
- 2013: Jennifer Lawrence a Silver Linings Playbook
- 2014: Amy Adams a American Hustle
- 2015: Amy Adams a Big Eyes
- 2016: Jennifer Lawrence a Joy
- 2017: Emma Stone a La La Land
- 2018: Saoirse Ronan a Lady Bird
- 2019: Olivia Colman a The Favourite
- 2020: Awkwafina a The Farewell
- 2021: Rosamund Pike a I Care a Lot